# 巴藏库尔
巴藏库尔（法語：Bazancourt，法語發音：[bazɑ̃kuʁ]）是法国马恩省的一个市镇，位于该省西北部，属于兰斯区。

## 地理
巴藏库尔（49°21'48"N, 4°10'13"E）面积11.64 平方千米，位于法国大東部大區马恩省，该省份为法国东北部内陆省份，北起阿登省，西北接埃纳省，西南接塞纳-马恩省，南至奥布省，东南接上马恩省，东临默兹省。
与巴藏库尔接壤的市镇（或旧市镇、城区）包括：莱卡耶、叙普河畔布尔特、叙普河畔伊勒、波马克勒。
巴藏库尔的时区为UTC+01:00、UTC+02:00（夏令时）。

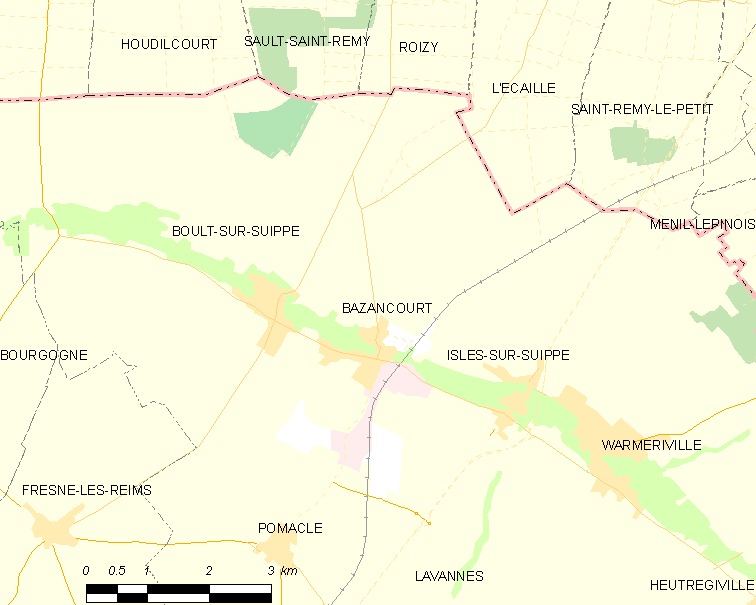
巴藏库尔的OSM定位图

## 行政
巴藏库尔的邮政编码为51110，INSEE市镇编码为51043。

## 政治
巴藏库尔所属的省级选区为勃艮第-弗雷讷县。

## 人口

1962-2008年间巴藏库尔人口变化图示

巴藏库尔于2022年1月1日时的人口数量为2441人。